# بلداجی
شهر بُلْداجی پایتخت گز ایران است. این شهر در شهرستان بروجن از توابع استان چهارمحال و بختیاری قرار دارد. مردمان این شهر به زبان ترکی قشقایی سخن می‌کنند.

## مردم‌شناسی
بیشتر باشندگانِ این شهر از طایفه ابولوردی در ایل قشقایی هستند که در دهه‌های گذشته از  صفی‌آباد به چهارمحال کوچ نموده‌اند و به زبان ترکی چهارمحالی سخن می‌گویند. درصفحه سیصد و هفتاد کتاب دیوان لغات الترک محمود کاشغری بُلداجی به معنای سر آمد و آینده دار ذکر شده است.

## جمعیت
بر پایه سرشماری عمومی نفوس و مسکن در سال ۱۳۹۵ جمعیت این شهر ۱۱۹۸۰ نفر (در ۳٬۵۴۶ خانوار) بوده است.

## تولیدکننده گز در ایران
مهم‌ترین سوغات و تولید این منطقه، گز است. گز بلداجی از سال ۱۳۵۲ در شهر بلداجی در استان چهارمحال و بختیاری تولید می‌شود.
شهر بلداجی دارای ۸۷ کارگاه گزسازی است، ۸۰۰ تن گز در ماه تولید می‌کند 

### تولید گز بلداجی
1. گزانگبین کوهی، راز اصلی گز بلداجی است که این گیاه به وفور در کوهستان کلار یافت می‌شود و اگرچه قیمت این ماده، بسیار گران‌قیمت شده است اما گزسازان چهارمحالی به خاطر نزدیکی به منبع رویش با قیمت کم این گیاه را تهیه می‌کنند و استفاده از انگبین طبیعی در گزسازی موجب تولید گز با کیفیت و مهم‌ترین عامل رشد و توسعه گز سازی در این استان شده است.
2. عسل کوهی که از گیاه گون کوهی تولید می‌شود هم راز دیگر تولیدکنندگان گز بلداجی است که از شکر استفاده نمی‌کنند.[۵]

### ثبت جهانی گز بلداجی
در سال ۱۳۹۷ بالاخره پس از ۴ سال پیگیری، گز بلداجی ثبت جهانی شد. با دریافت این نشان، تولید و صادرات این محصول افزایش یافت. ثبت برند، هزینه‌های بازاریابی کمتر و در مقابل کسب سود بیشتر را به همراه خواهد داشت همچنین در صنعت برای افزایش اعتبار و وجهه تولید بسیار حائز اهمیت است.
از سوغات محلی این شهر می‌توان به کشک، قارا، پنیر گوسفندی، روغن حیوانی، کره محلی و همچنین سوغات محلی باغی مانند گردو، بادام، کشمش، شیره انگور و… اشاره نمود.

## اماکن گردشگری
از جاهای دیدنی این شهر می‌توان به امامزاده حمزه علی (مهم‌ترین زیارتگاه استان)، تالاب چغاخور، باغ تاریخی هفت چشمه، مجتمع تفریحی پارک بزیال، قلعه درگاه، قلعه سفید، دره بید، باغ ارجنه، باغ الله قولی، کت رمضان، دره پلنگی، تالاب چالتر، چمن کلملگاه اشاره کرد.

### اماکن تاریخی
از نقاط تاریخی بلداجی می‌توان به تپه باستانی بالاشگرد مربوط به بلاش پادشاه اشکانی و پایتخت تابستانه اشکانیان٬حمام صفوی که مربوط به دوران صفوی می‌باشد و مسجد ابوذر غفاری و مسجد امام خمینی که مربوط به دوره صفوی می‌باشد. قبرستان ارامنه در جنوب شهر بلداجی مربوط به ۳۰۰ سال پیش می‌باشد. قدمت سکونت در بلداجی مربوط به ۹۰۰۰ هزار سال پیش می‌باشد که یکی از قدیمی‌ترین نقاط سکونت گاهی کشور می‌باشد.

#### امامزاده حمزه علی
بر پایه کاوشهای باستان‌شناسی اخیر، سابقه سکونت مردم در این محل به بیش از سه هزار و پانصد سال می‌رسد. شهر بلداجی در کنار یکی از امامزادگان آرمیده برقله کوه، واقع شده است، امامزاده " حمزه علی " بلداجی در ارتفاعی مشرف به کوه کلار و سبزکوه مامن و زیارتگاه خیل مشتاقان است. این مکان به علت جاذبه مذهبی و موقعیت طبیعی و آب و هوا و دیگر جاذبه‌های پیرامون آن سالانه حدود ۳۰ هزار نفر را به خود جذب می‌کند و یکی از قطب‌های گردشگری استان چهارمحال و بختیاری محسوب می‌شود.

## نگارخانه

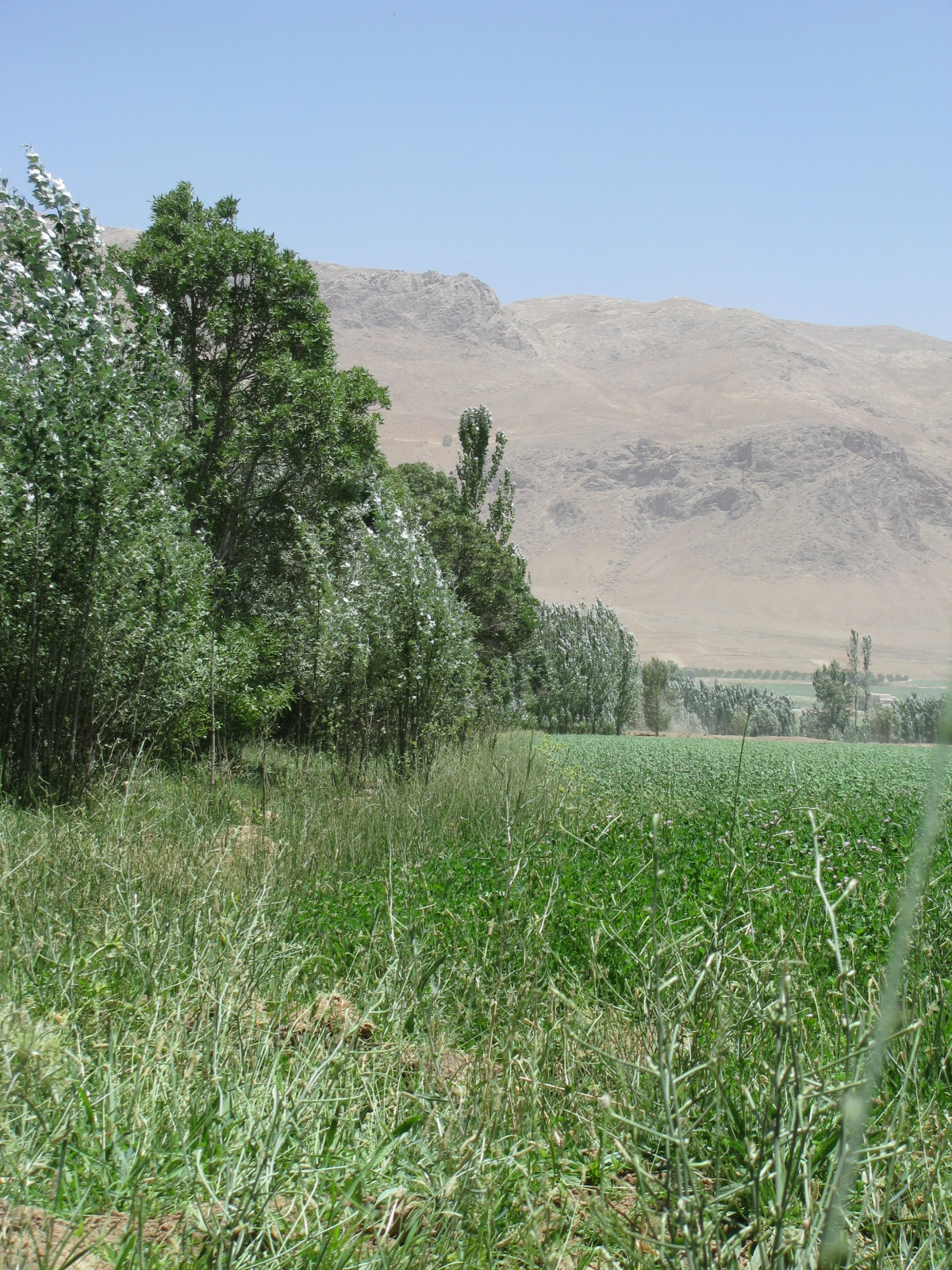
نمایی از طبیعت حومهٔ بلداجی
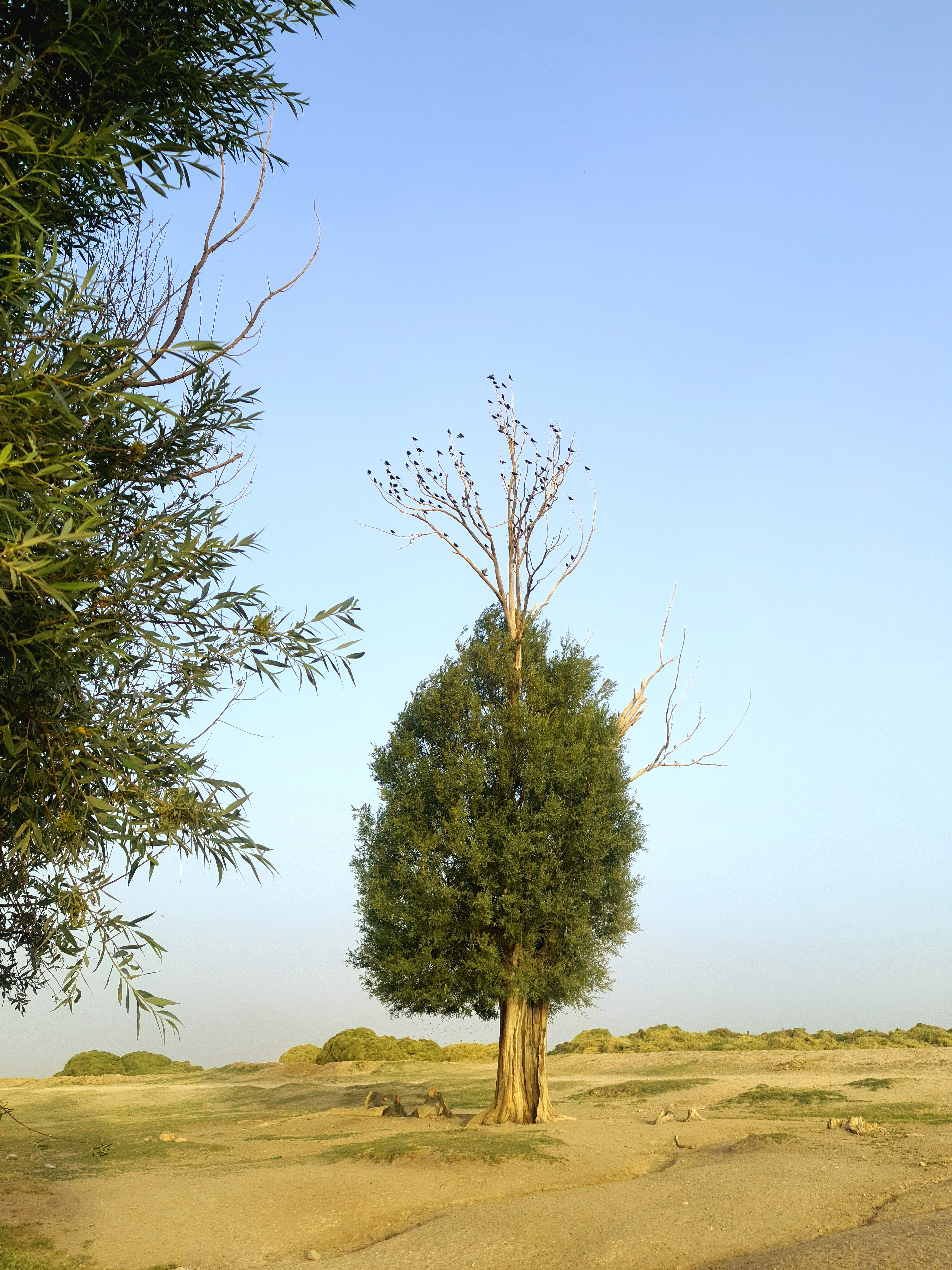
اطراف تپهٔ بالاشگرد
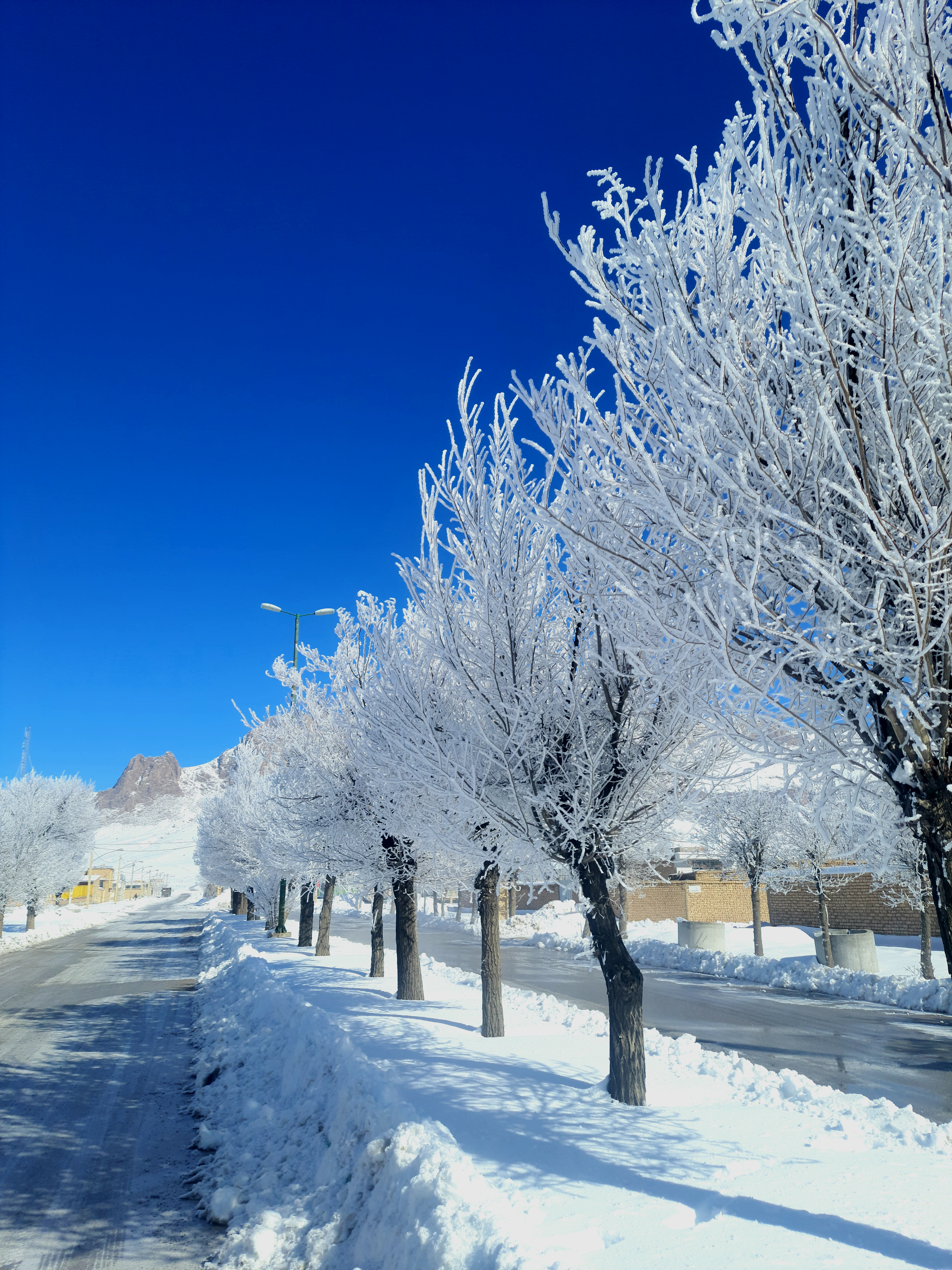
بارش برف زمستانی در شهر بلداجی
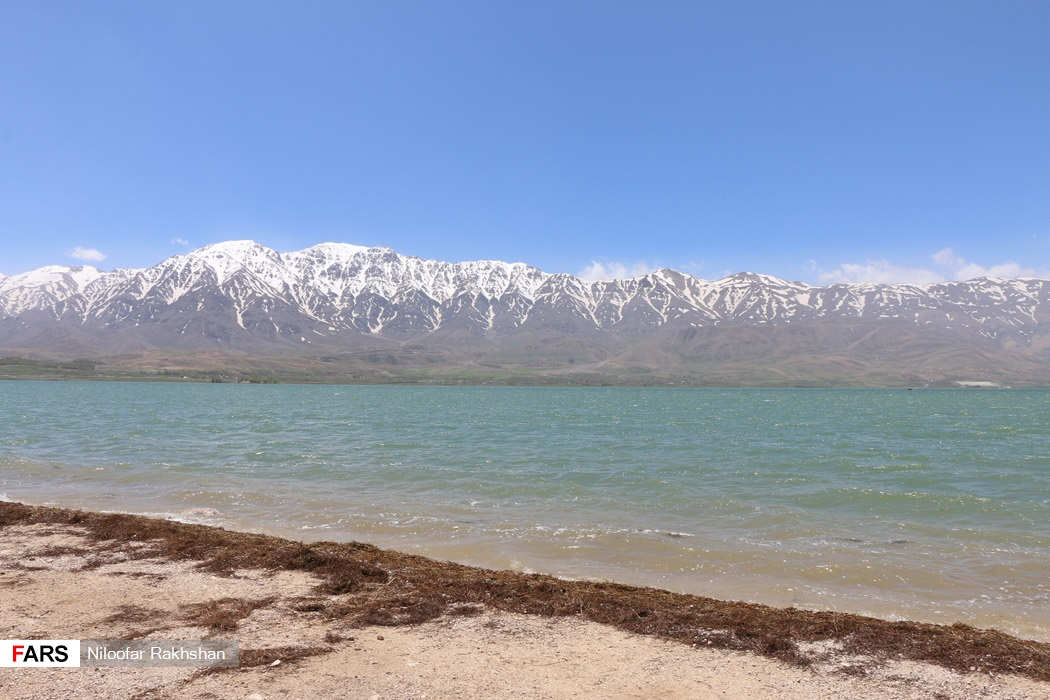
تالاب چغاخور